# Barringtonia waasii
Barringtonia waasii är en tvåhjärtbladig växtart som beskrevs av Pranom Chantaranothai. Barringtonia waasii ingår i släktet Barringtonia och familjen Lecythidaceae. Inga underarter finns listade i Catalogue of Life.